# Métis-sur-Mer
Métis-sur-Mer [metis syʁ mɛʁ] est une ville de la province de Québec, au Canada, située dans la municipalité régionale de comté de La Mitis, au Bas-Saint-Laurent . Métis-sur-Mer a acquis le statut de ville en 2002 lors de la fusion des villages de Métis-sur-Mer et des Boules. Métis-sur-Mer comporte un arrondissement, qui s'appelle MacNider.
La ville fait partie de l'Association des plus beaux villages du Québec.

## Toponymie

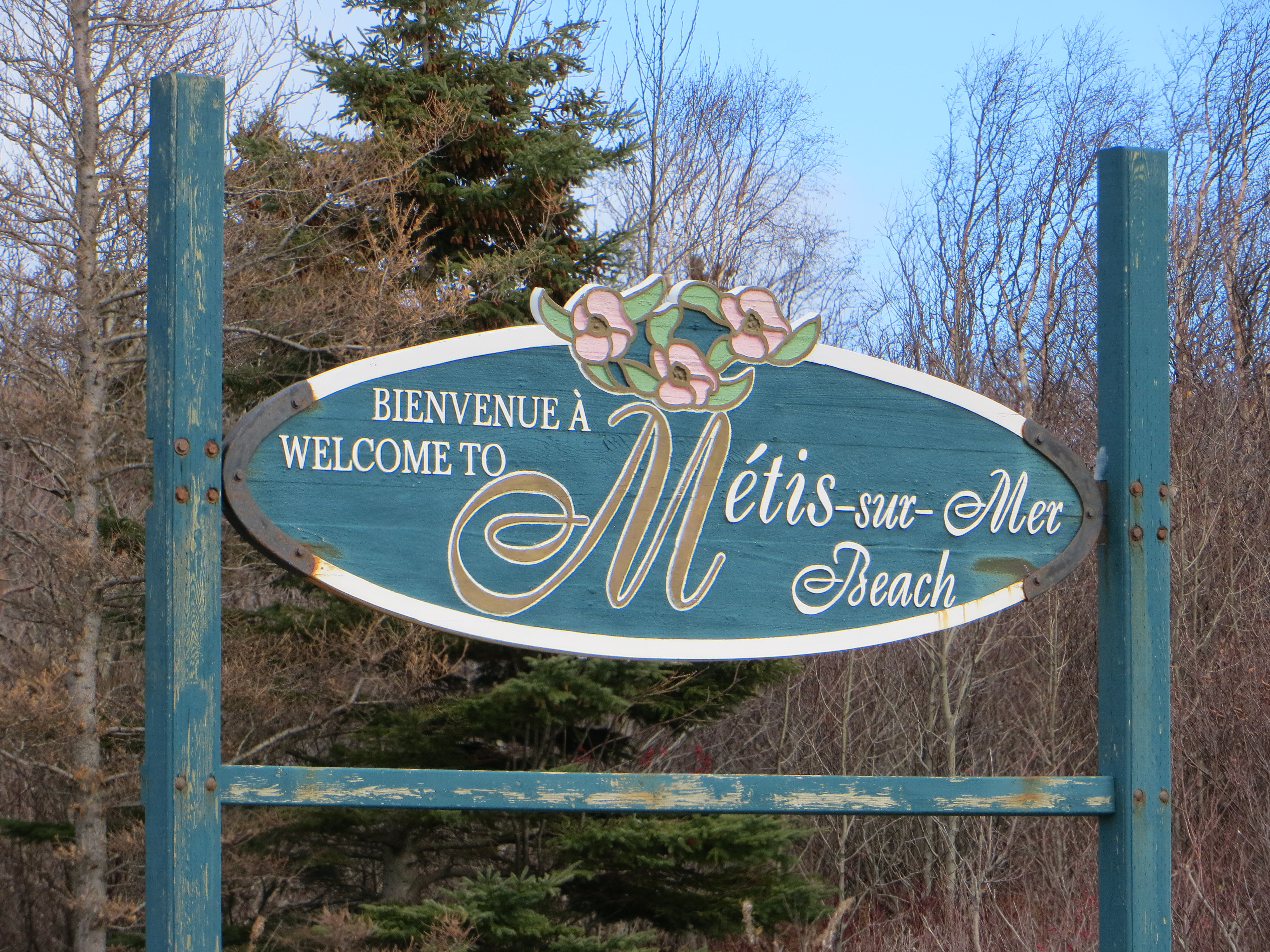
Affiche de bienvenue à Métis-sur-Mer.

Le toponyme de Mitis a d'abord été donné à la rivière Mitis par les autochtones micmacs, qui l'empruntaient à partir de la rivière Ristigouche pour se rendre au fleuve Saint-Laurent. En effet, le mot micmac Mitisk signifie bouleau ou tremble. La seigneurie de Mitis a repris le nom de la rivière qui y coule en 1675. Le toponyme de Métis est apparu dans l'usage courant dès le XVIIIe siècle.
La ville de Métis-sur-Mer a repris le nom de la seigneurie puisque son territoire y est compris. En fait, le village s'appelait Petit-Métis avant d'être rebaptisé Métis-sur-Mer en 1921. L'ajout de « sur-Mer » au toponyme de la ville vient du fait que Métis-sur-Mer donne sur l'estuaire du fleuve du Saint-Laurent, que les habitants de l'est du Québec appellent « la mer ». La forme équivalente anglaise est Metis Beach. De plus, l'usage populaire est d'utiliser simplement « Métis » pour désigner cette ville.

## Histoire

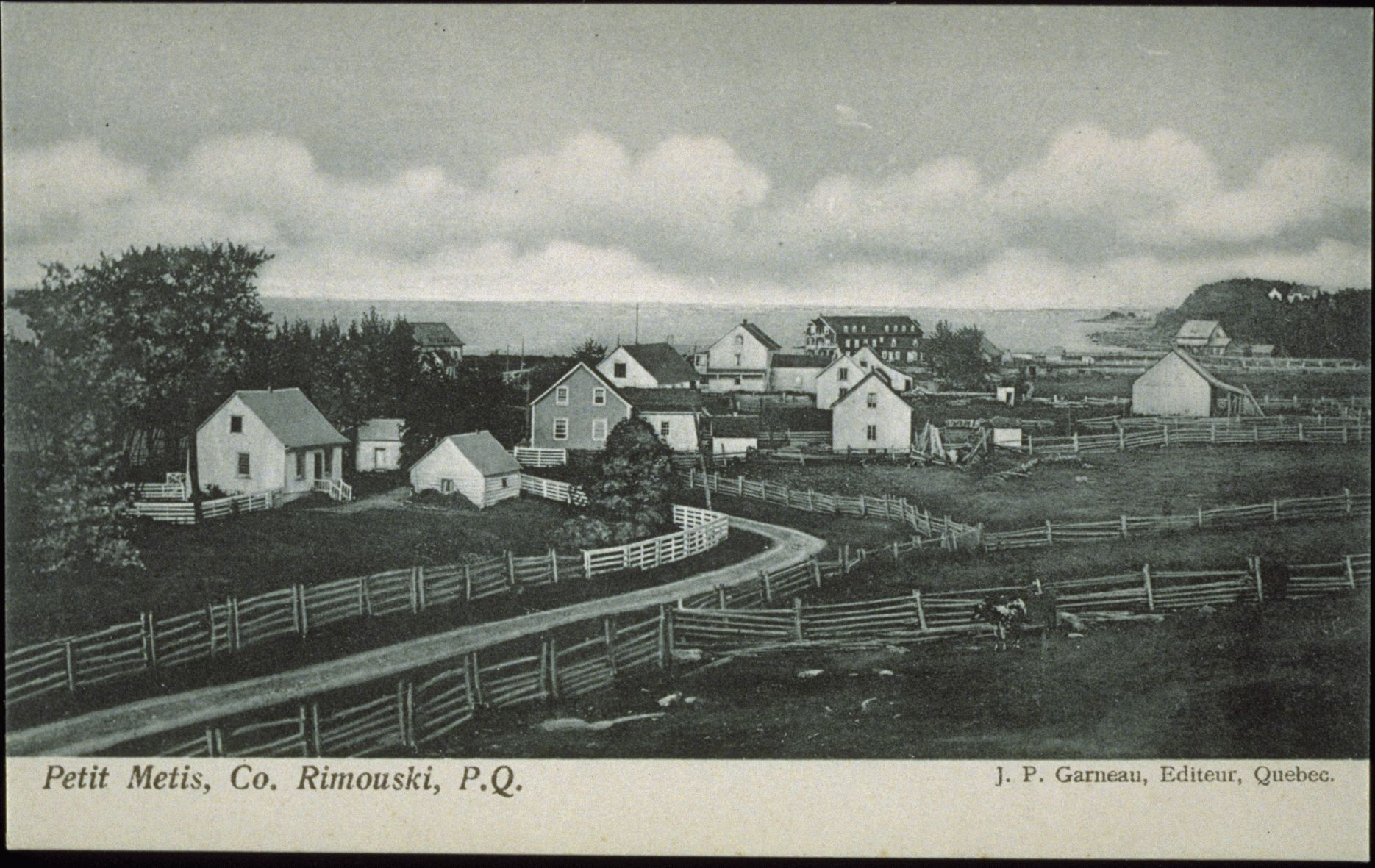
Petit Métis, aujourd'hui Métis-sur-Mer, carte postale, vers 1904-1910.

Le village de Petit-Métis a été fondé en 1850 par des Écossais. La municipalité de Petit-Métis a été créée officiellement en 1897 par détachement de Saint-Octave-de-Métis. En 1921, le village a été rebaptisé Métis-sur-Mer. Le 4 juillet 2002, le village des Boules situé juste au nord-est de Métis-sur-Mer a été fusionné à cette dernière.

## Géographie
Métis-sur-Mer est situé sur le versant sud du fleuve Saint-Laurent à 360 km au nord-est de Québec et à 335 km à l'ouest de Gaspé. Les villes avoisinantes majeures sont Rimouski à 50 km et Mont-Joli à 25 km au sud-ouest, ainsi que Matane à 40 km au nord-est. Le territoire de Métis-sur-Mer couvre une superficie de 48 km2; avant la fusion avec Les Boules, il était de 13 km2. Le sous-sol de Métis-sur-Mer date de l'époque du Cambrien et de l'Ordovicien. Il est composé du Mélange de Cap-Chat, de grès, d'argilite ("mudrock") et de calcaire.
La rivière du Petit Mitis traverse l'ouest de la municipalité vers le nord-ouest jusqu'à son embouchure sur l'estuaire maritime du Saint-Laurent.
La rivière Tartigou traverse le sud-est vers le nord-est.

## Démographie
| 1991 | 1996 | 2001 | 2006 | 2011 | 2016 | 2021 |
| ---- | ---- | ---- | ---- | ---- | ---- | ---- |
| 239  | 211  | 609  | 604  | 607  | 572  | 594  |

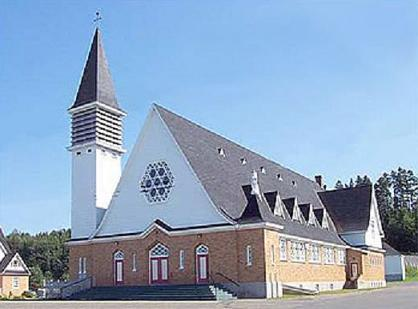
Église des Boules en août 2012.

Selon Statistiques Canada, la population de Métis-sur-Mer était de 644 en 2011. La population totale du territoire qui forme maintenant Métis-sur-Mer était de 604 en 2006. La tendance démographique pour les cinq dernières années est donc une décroissance de 0,8 %. L'âge médian de la population de Métis-sur-Mer est de 49 ans.
Le nombre total de logements privés de Métis-sur-Mer est de 436. Cependant, seulement 275 de ces logements sont occupés par des résidents permanents. En effet, plusieurs résidences appartiennent à des anglophones et ne sont habitées que durant la saison estivale. La majorité de ces logements sont des maisons individuelles.

Distribution de l'âge en 2011

Statistiques Canada recense 15 immigrants qui se sont établis à Métis-sur-Mer avant 1991. 1,7 % de la population de Métis-sur-Mer a le français et l'anglais en tant que langue maternelle tandis que 85,8 % n'a que le français et 1,7 % n'a que l'anglais ; le restant a une langue autre que le français ou l'anglais comme langue maternelle. Toute la population de Métis-sur-Mer maitrise le français et 34,2 % maîtrise aussi l'anglais. 10 % des Métissiens utilisent l'anglais dans la vie quotidienne à la maison tandis que la majorité utilise le français.
26,4 % de la population âgée de 15 ans et plus de Métis-sur-Mer n'a aucun diplôme d'études. 38,8 % de cette population n'a que le diplôme d'études secondaires ou professionnelles. 9,1 % de cette population a au moins un baccalauréat. Tous les Métissiens ont effectué leurs études à l'intérieur du Canada. Les trois domaines d'études principaux des Métissiens sont le « génie l'architecture et les services connexes », le « commerce, la gestion et l'administration publique » ainsi que les « services personnels, de protection et de transport ».

## Administration
Les élections municipales ont lieu tous les quatre ans et s'effectuent en bloc sans division territoriale.
| mandat    | fonction    | nom               |
| --------- | ----------- | ----------------- |
| 2017-2021 | maire       | Carolle-Anne Dubé |
| 2017-2021 | conseillers |                   |
| 2017-2021 | #1          | Luc Hamelin       |
| 2017-2021 | #2          | Martine Bouchard  |
| 2017-2021 | #3          | Simon Brochu      |
| 2017-2021 | #4          | René Lepage       |
| 2017-2021 | #5          | Raynald Banville  |
| 2017-2021 | #6          | Rita D. Turriff   |

| Métis-sur-Mer Maires depuis 2002                                                                                     |                       |         |          |
| Élection | Maire                 | Qualité | Résultat |
| 2002 | Raymond Tremblay      |         | Voir     |
| 2005 | Raymond Tremblay      | Voir    |          |
| n/d | Jean-Pierre Pelletier |         | n/d      |
| 2009 | Jean-Pierre Pelletier | Voir    |          |
| 2013 | Jean-Pierre Pelletier | Voir    |          |
| 2017 | Carolle-Anne Dubé     |         | Voir     |
| 2021 | Jean-Pierre Pelletier |         | Voir     |
| Élection partielle en italique Depuis 2005, les élections sont simultanées dans toutes les municipalités québécoises |                       |         |          |

### Représentations politiques
Québec : Métis-sur-Mer fait partie de la circonscription provinciale de Matane-Matapédia. Cette circonscription est actuellement représentée par Pascal Bérubé, député du Parti québécois.
 Canada : Métis-sur-Mer fait partie de la circonscription fédérale de Avignon—La Mitis—Matane—Matapédia. Elle est représentée par Kristina Michaud, députée du Bloc québécois.

## Culture et Société
La paroisse de Métis-sur-Mer relève de l'Archidiocèse de Rimouski (pastorale de La Mitis).

### Cinéma
En août 2022, Métis-sur-Mer a été le lieu de tournage du film Le Temps d'un été, de la réalisatrice Louise Archambault. Le film a été lancé à l'été 2023. En 1935, Métis-sur-Mer avait aussi été à l'écran dans le film Gaspé Merveille du Nouveau Monde.

## Tourisme
La ville de Métis-sur-Mer fait partie de la région touristique de la Gaspésie.

## Galerie

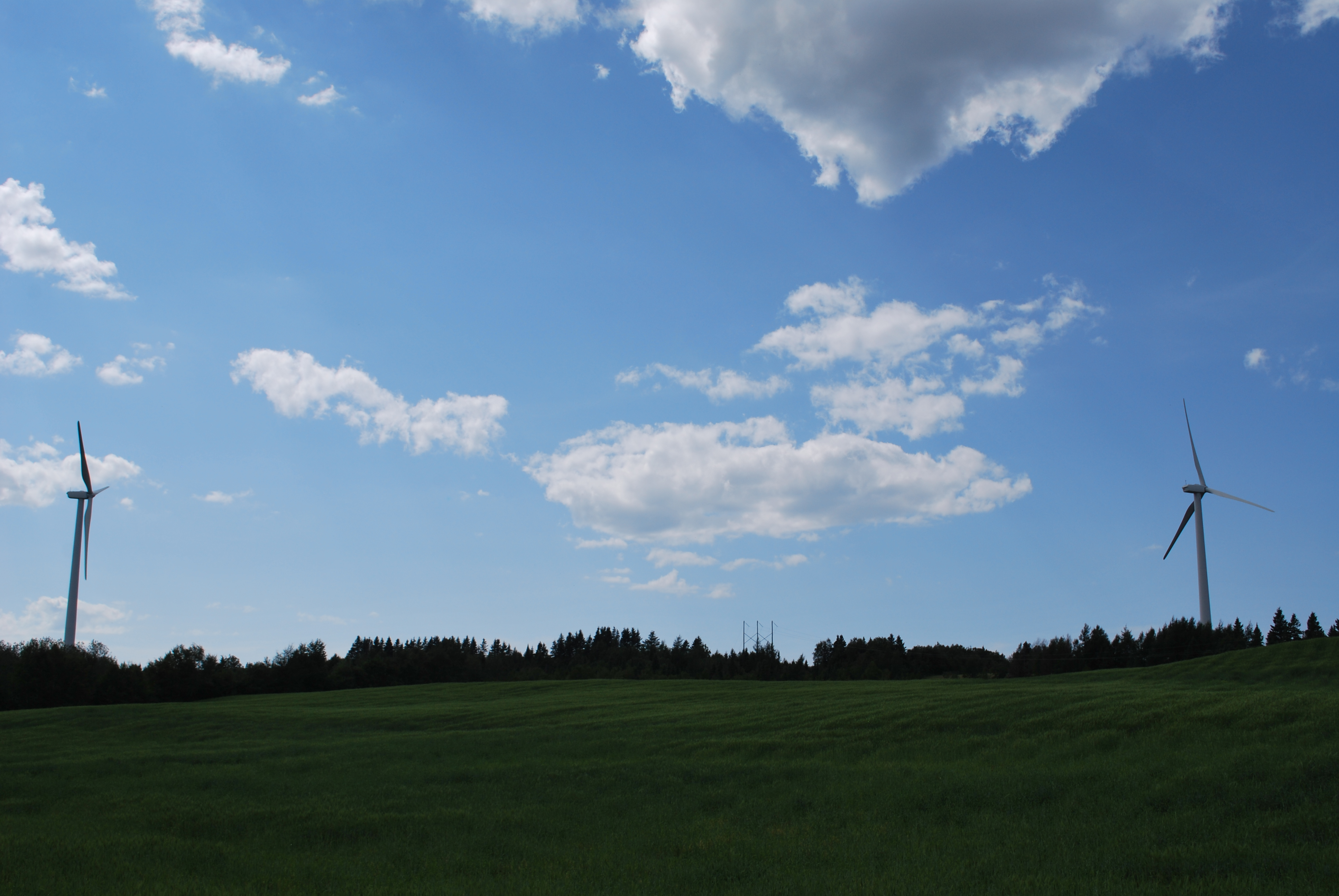
Éoliennes à Métis-sur-Mer en août 2010.
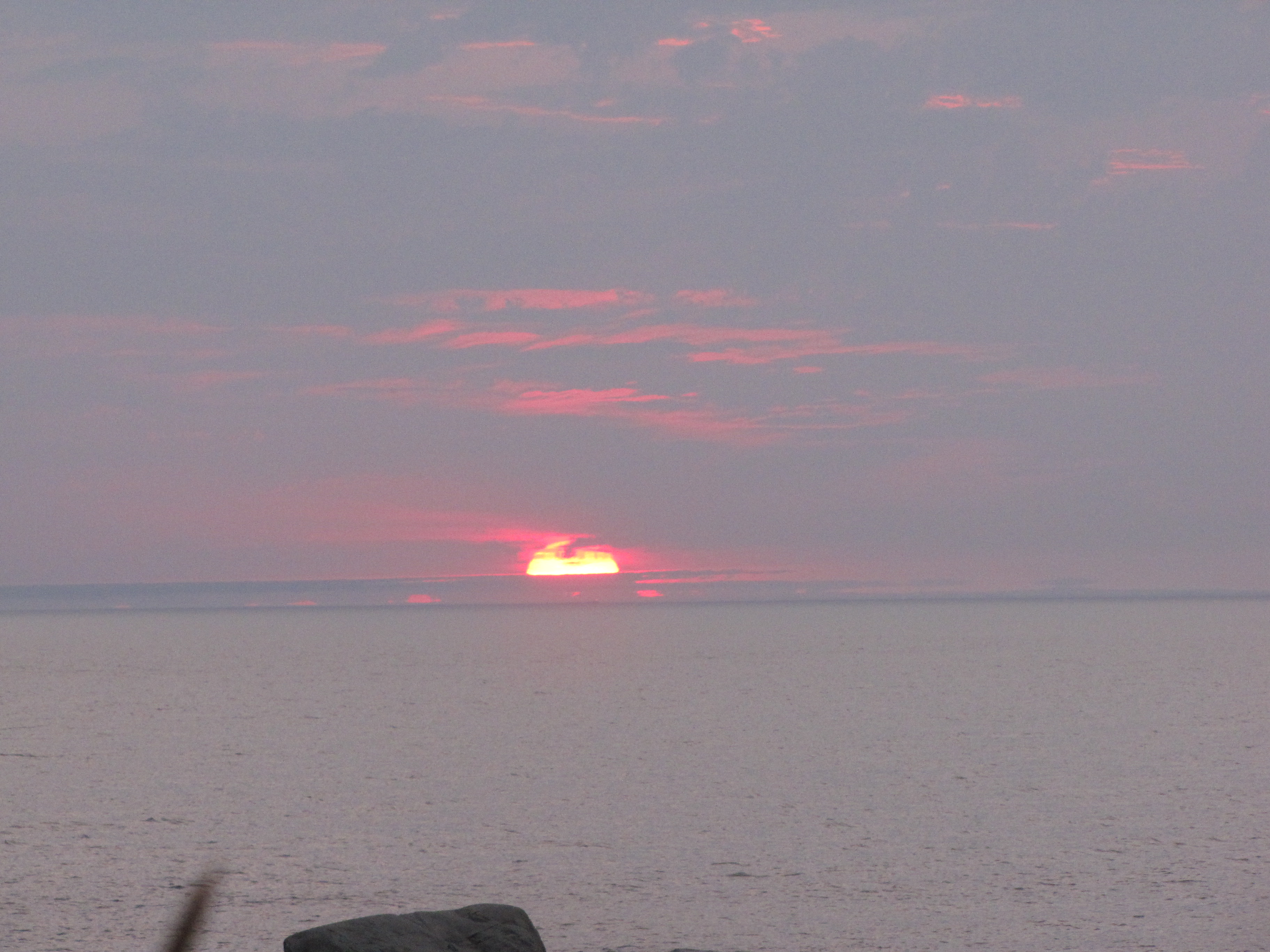
Coucher de soleil sur le fleuve Saint-Laurent à la hauteur de Métis-sur-Mer.
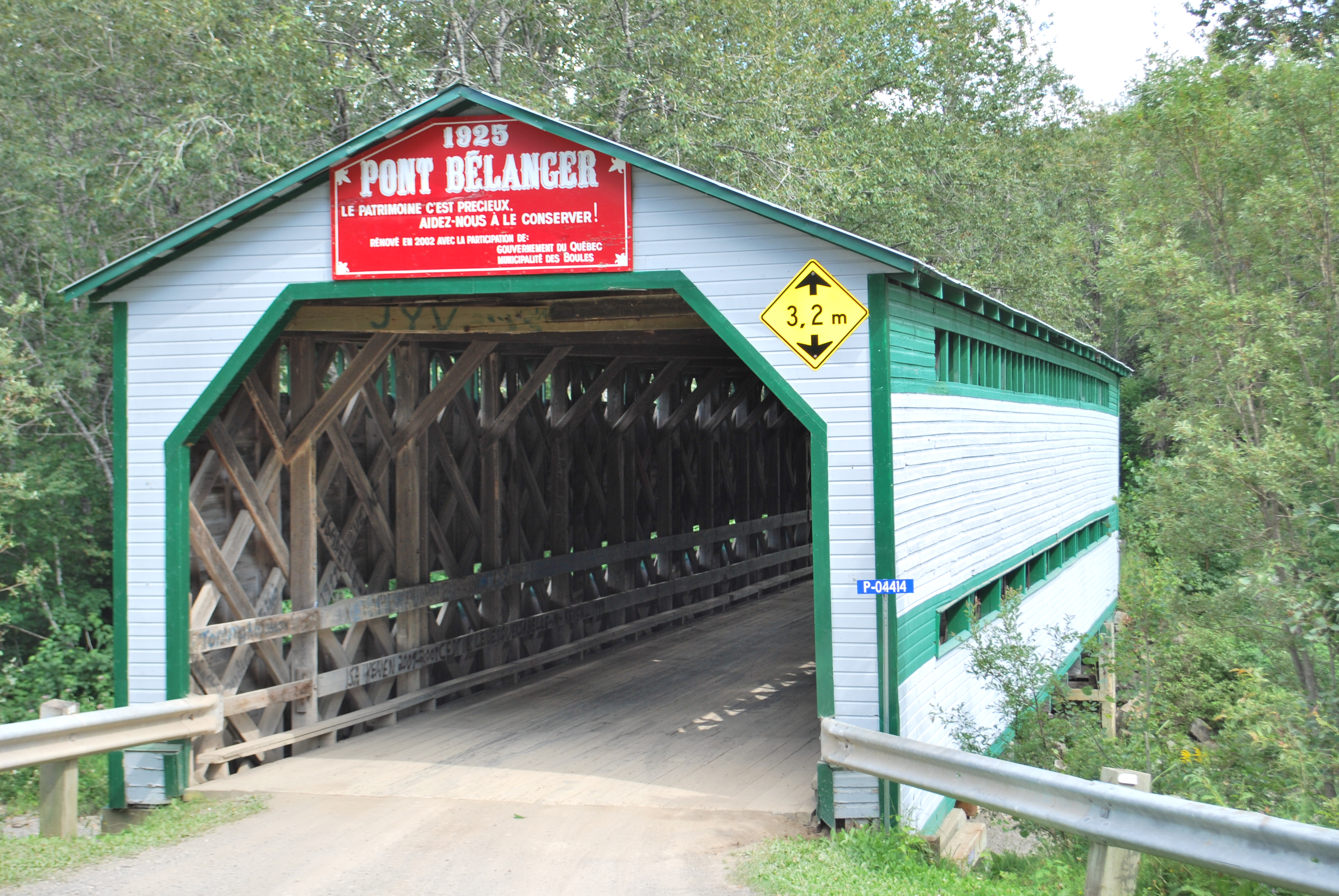
Le pont Bélanger en août 2010.
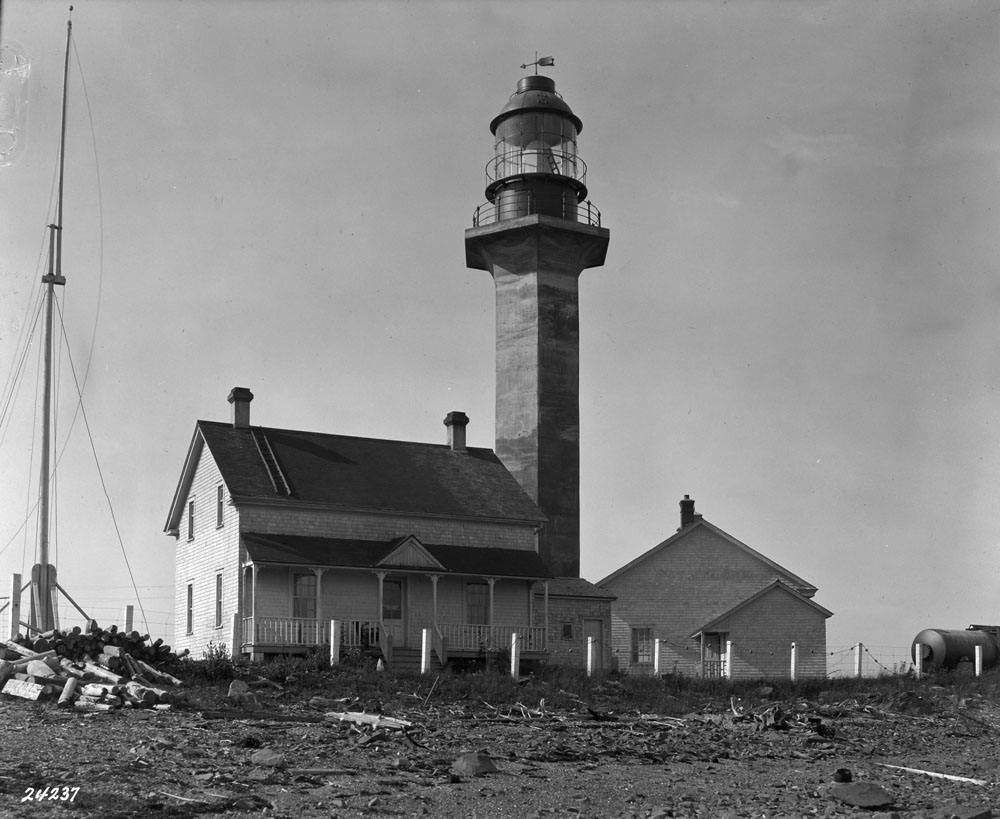
Le phare de la Pointe-Mitis en 1925.
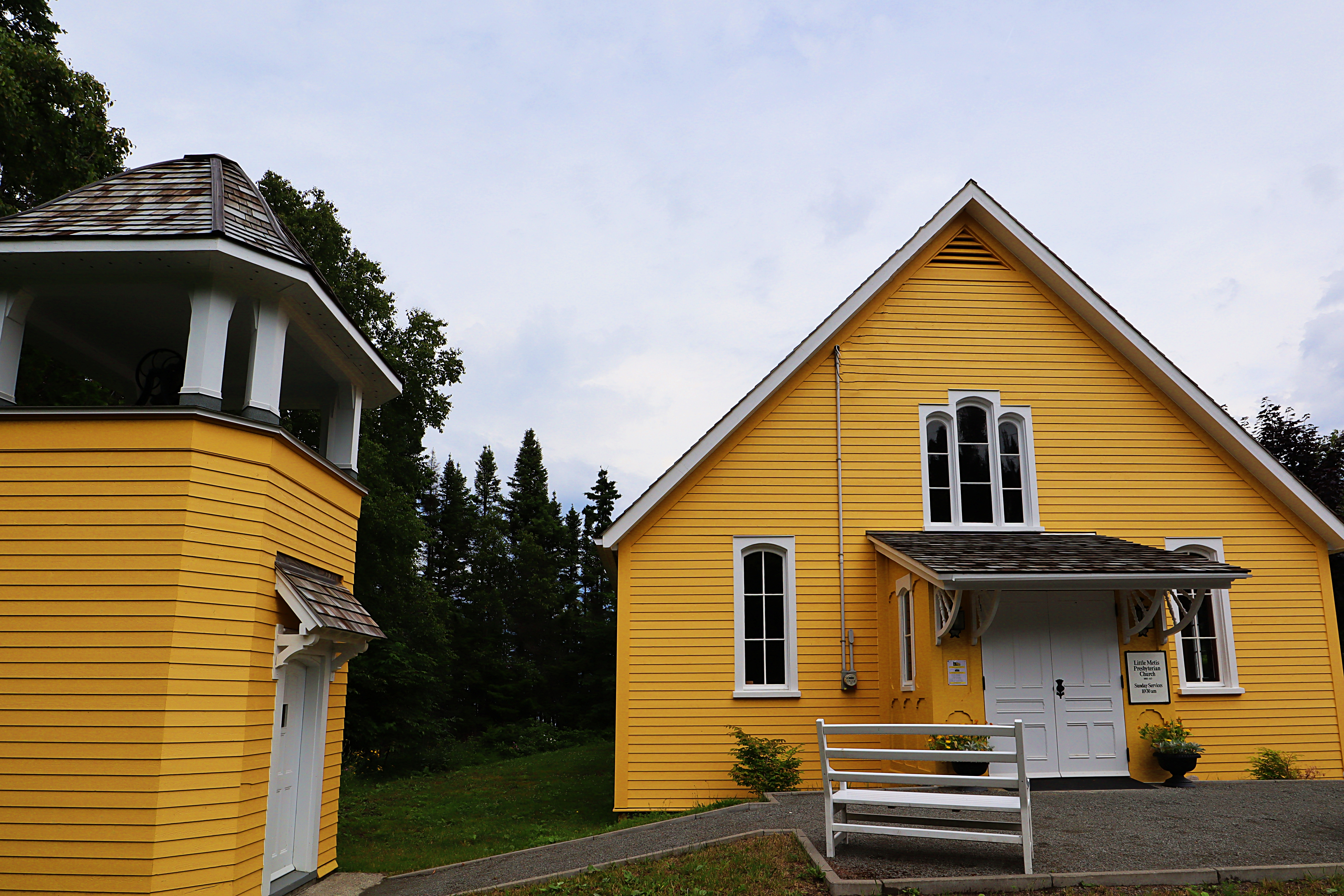
Église Presbytérienne.
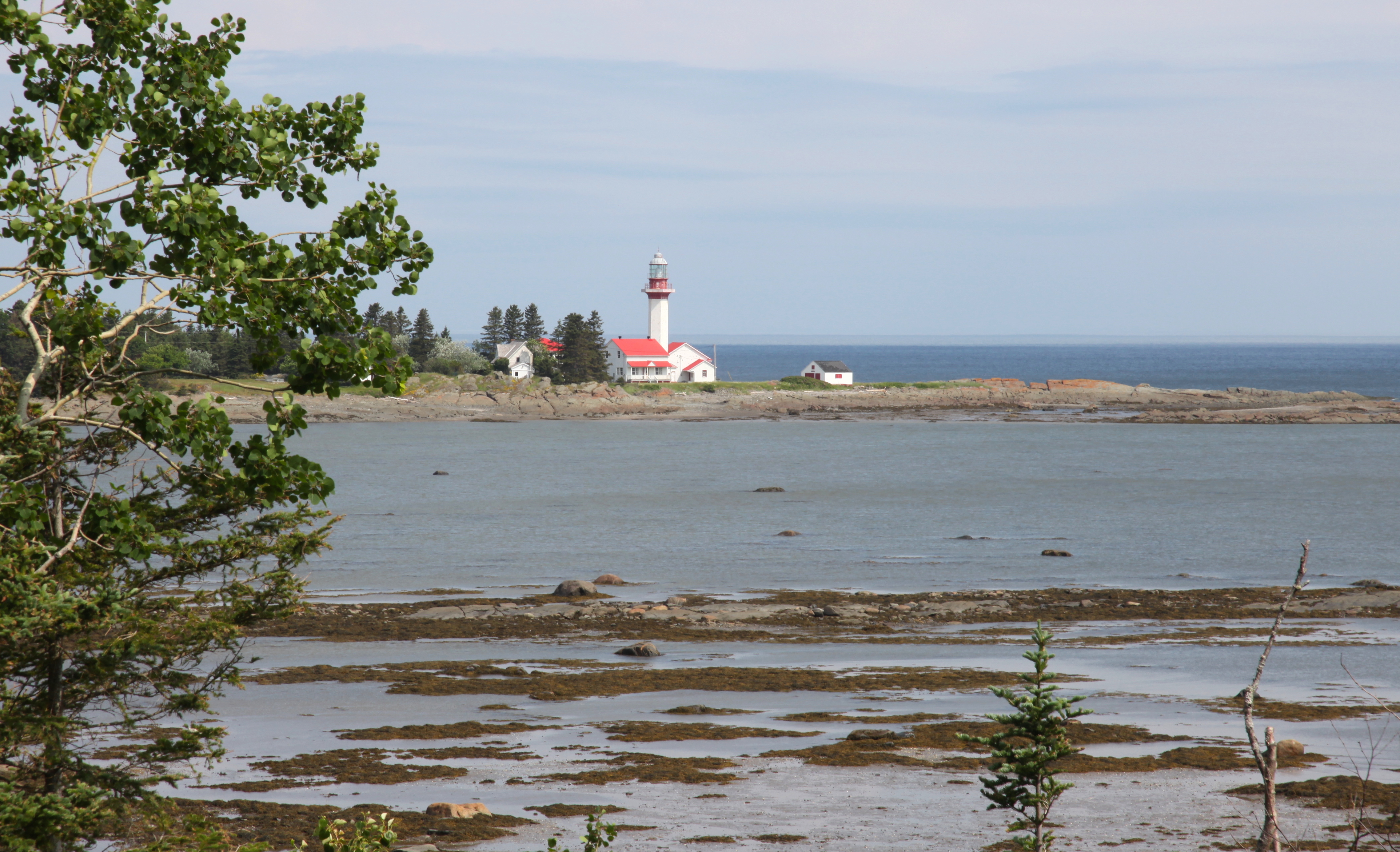
Le phare à Pointe Mitis en 2018.